# Диого Виљарињо
Диого Андраде Виљарињо (порт. Diogo Andrade Villarinho; Гојанија, 11. март 1994) бразилски је пливач чија ужа специјалност су маратонске трке на отвореним водама, односно трке на 800 и 1500 метара у базенима. 
У фебруару 2015. дијагностификован му је карцином тироидне жлезде, а након успешне операције и опоравка вратио се пливању већ у октобру исте године.

## Спортска каријера
Диого је међународну пливачку каријеру започео такмичећи се у тркама на отвореним водама, на деоницама од 10 и 25 километара. Прво велико такмичење изван светског купа, на коме је наступио, било је светско првенство у Барселони 2013, где му је најбољи резултат било 15. место у трци на 25 километара. Две године касније, на светском првенству у Казању 2015, остварио је највећи успех у дотадашњој каријери, пошто је у екипној трци на 5 километара, заједно са Аланом до Кармом и Аном Марселом Куњом, освојио сребрну меаљу. 
На светском првенству у корејском Квангџуу 2019. по први пут је наступио на некој од трка у базену, пошто је у квалификацијама трке на 1500 слободно заузео 22. место. На такмичењу на отвореним водама заузео је 36. место у појединачној трци на 5 километара, односно четврто место у екипној трци на истој дистанци. Непуне две недеље касније, по први пут је учествовао на Панамеричким играма које су те године одржане у перуанској Лими, а где је остварио палсман на два шеста места у финалима трка на 800 и 1500 метара слободним стилом. 